# Vitalie Damașcan
Vitalie Damașcan (ur. 24 stycznia 1999 w Sorokach) – mołdawski piłkarz występujący na pozycji napastnika w zespole Maccabi Petach Tikwa.